# 第二次蘇聯南極遠征
第二次南極探險為於1956年的蘇聯南極遠征，陸上由阿列克謝·特廖什尼科夫領導，海上由I·V·馬克西莫夫。團隊以3艘柴電動力船作為運輸工具，分別是鄂畢號、勒拿號和合作號，前兩艘為載運人員的破冰船，最後一艘為補給運輸艦。鄂畢號於1956年11月7日從加里寧格勒出發。
任務目標：
1. 救援第一次蘇聯南極遠征人員。
2. 國際地球物理年科研活動。
3. 組建國際地球物理年科考站。
4. 利用電動雪橇橫越冰河。
5. 海洋學研究。